# Лодхран
Лодхран (англ. Lodhran) — город в пакистанской провинции Пенджаб, расположен в одноимённом округе.

## Административно-территориальное устройство
Лодхран — административный центр одноимённого техсила (который делится на 28 союзных советов).

## Демография
Население города по годам:
| 1961   | 1981   | 1998   | 2010   |
| ------ | ------ | ------ | ------ |
| 14 232 | 21 791 | 64 952 | 96 588 |